# Animalier (moda)

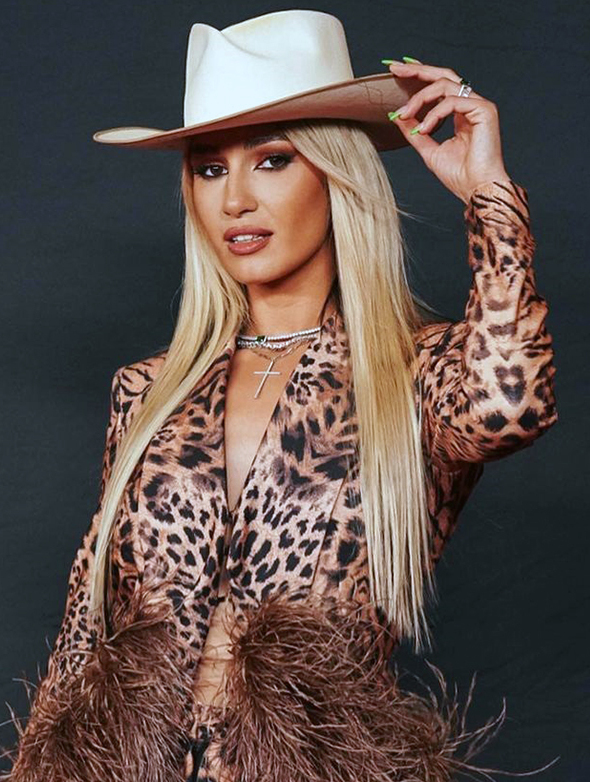
La cantante Alina Eremia con un abito leopardato

Per animalier o animal print (anche al pl. animal prints) si intende una stampa che imita il pattern di una pelliccia o pelle animale.

## Storia
Sebbene la nascita dello stile animalier venga fatta risalire alla prima metà del Novecento e sia divenuto di tendenza negli anni trenta del secolo, vi sono vari antecedenti, come confermano, ad esempio, i sacerdoti egizi, che indossavano abiti con stampe maculate, e lo stile zoote (ζωή) degli antichi greci, strettamente correlato al culto di Dioniso, che consisteva nel portare velli di animali potenti e selvaggi.
Lo stile animalier venne istituzionalizzato dallo stilista Christian Dior e il produttore di seta Bianchini-Férier quando lanciarono un tessuto chiffon a macchie di leopardo. Sempre nel Novecento, l'animalier iniziò a caratterizzare soprattutto l'abbigliamento femminile. Il look dei mod e dei rocker degli anni sessanta comprendeva abiti con motivi leopardati; negli anni settanta e ottanta, quando l'animalier tornò in auge, divenne parte dell'abbigliamento disco e dei punk. Tra gli stilisti di alta moda che hanno attinto allo stile vi sono Roberto Cavalli, Gianni Versace, Dolce & Gabbana e Azzedine Alaïa.